# Masautso Mwale
Masautso Mwale (Ndola, 1963 − ibídem, 23 de mayo de 2014) fue un entrenador de fútbol zambiano que entrenó por último club al Nkana FC.

## Biografía
En 2010 entrenó por primera vez al Mufulira Wanderers FC por una temporada. Un año después el ZESCO United FC se hizo con sus servicios. También entrenó al ZESCO United FC y posteriormente se convirtió en el segundo entrenador de la selección de fútbol de Zambia. Finalmente entrenó al Nkana FC, con el que ganó la Primera División de Zambia. Este fue el último club que entrenó, ya que el 23 de mayo de 2014 sufrió un accidente de tráfico que acabó con su vida a los 51 años de edad.

## Clubes
| Club                                               | País   | Año         |
| -------------------------------------------------- | ------ | ----------- |
| Mufulira Wanderers FC                              | Zambia | 2010 - 2011 |
| ZESCO United FC                                    | Zambia | 2011 - 2012 |
| Konkola Mine Police FC                             | Zambia | 2012 - 2013 |
| Selección de fútbol de Zambia (segundo entrenador) | Zambia | 2013 - 2014 |
| Nkana FC                                           | Zambia | 2013 - 2014 |

## Palmarés

### Campeonatos nacionales
| Título                     | Club     | País   | Año  |
| -------------------------- | -------- | ------ | ---- |
| Primera División de Zambia | Nkana FC | Zambia | 2013 |